# 異所性妊娠
異所性妊娠（いしょせいにんしん、ectopic pregnancy）とは子宮腔以外の部分への受精卵の着床をいう。子宮内であっても帝王切開創部や子宮頸管での妊娠も異常妊娠であるため、子宮外妊娠から異所性妊娠と呼称が変更された。全妊娠の1%に認められ、反復を20%に認められる。妊娠可能年齢の女性の急性腹症では常に鑑別にいれておかなければならない疾患のひとつである。問診では妊娠の可能性はないという患者でも検査をしてみれば、子宮外妊娠であるということはよくあり、聞き方・検査の同意の取り方の重要性を考えさせられる疾患である。
歴史的には、中世イスラムの外科医アブー・アル＝カースィム・アッ＝ザフラウィー（西洋名アブルカシス）が世界で初めて異所性妊娠についての記録を残している。

## 着床部位による分類
- 卵管妊娠 - 子宮外妊娠の99%は卵管妊娠である。
- 卵巣妊娠
- 腹膜妊娠 - 腹腔内での妊娠。診断は極めて困難である。ごく稀に腹腔内で胎児が成長し出産に至った例がある[1]。
- 頸管妊娠 - 脱落膜のなく、太い血管が多い頸管部に着床する子宮外妊娠である。最も重篤な外出血を起こしやすい。

## 症状
症状は中絶前と中絶後で大きく異なるが、必然的に病院にくるのは中絶後になりやすい。
- 中絶前
  - 無症状
- 中絶後
  - 無月経
  - 下腹部痛
  - 少量の外出血
  - ショック

## 診断手順
まず尿中hCGで妊娠を確認し、次いで超音波断層法、腹腔鏡で子宮腔以外に受精卵が着床していることを診断する。中絶が起きた場合は、強い下腹部痛、ダグラス窩の圧痛、腹膜刺激症状を示すが、これは超音波でダグラス窩のエコーフリースペース、ダグラス窩穿刺で血液が吸引されることから診断される。
ただし、いずれも即日確実な結果を出すには不安定な検査であり、特に特徴の少ない初期状態では診断が難しい。

## 治療
- 中絶前
  - 腹腔鏡下手術（卵管の温存可能）
  - メソトレキセート投与（全身投与または腹腔鏡下での局所投与）

- 中絶後
  - ショックの治療（輸液や輸血）
  - 緊急開腹手術による卵管切除術など